# Chelsing Tributary
Der Chelsing Tributary ist ein Wasserlauf in Hertfordshire, England. Er entsteht südöstlich von Sacombe Green und fließt in südlicher Richtung bis zu seiner Mündung in den River Rib westlich von Thundridge.